# Pseudorasbora pumila
Espèce
Pseudorasbora pumila est un poisson du genre Pseudorasbora et de la famille des Cyprinidés. Il est endémique du Japon.

## Répartition
Pseudorasbora pumila est endémique du Japon, où il peuple les étangs et les cours d'eau du Nord de la plaine de Kantō (il est considéré éteint dans la région de Kantō), sur l'île de Honshū, et a été introduit sur l'île de Hokkaidō.

## Description
Pseudorasbora pumila est un cyprinidé brun ou jaune pâle mesurant jusqu'à 80 mm pour les mâles et 70 mm pour les femelles. Pendant la période du frai, d'avril à juillet, le corps du mâle devient entièrement noir.

## Liste des non-classés et sous-espèces
Selon NCBI (15 août 2018) :
- sous-espèce Pseudorasbora pumila pumila Miyadi, 1930
- non-classé Pseudorasbora pumila ssp. KYK-2013

## Étymologie
Son nom spécifique, du latin pumila, « nain, de petite taille », lui a été donné en référence à sa taille beaucoup plus petite que l'espèce Pseudorasbora parva.

## Publication originale
- (en) Miyadi, Denzaburo, 1930 : Notes on a new cyprinoid fish, Pseudorasbora pumila sp. nov. from Sinai-Numa, Prov. Rikuzen. Annotationes Zoologicae Japonenses, vol. 12, n. 2, p. 445-448[7],[2].